# Riga International 2012
Die Riga Open 2012 im Badminton fanden vom 28. bis zum 29. Januar 2012 in Riga statt.

## Sieger und Platzierte
| Disziplin    | Gold                                                                  | Silber                            | Bronze                                                                     |
| ------------ | --------------------------------------------------------------------- | --------------------------------- | -------------------------------------------------------------------------- |
| Herreneinzel | Alan Plavin                                                           | Kaspar Kapp                       | Ronald Uprus                                                               |
| Dameneinzel  | Ieva Pope                                                             | Gerda Voitechovskaja              | Aija Pope                                                                  |
| Herrendoppel | Alan Plavin Povilas Bartušis                                          | Edgaras Slušnys Ignas Reznikas    | Artūrs Akmens Guntis Lavrinovičs                                           |
| Damendoppel  | Oksana Kuksenko Svetlana Neumoina                                     | Gerda Voitechovskaja Ieva Linkutė | Helen Klaos Kristel Sorge                                                  |
| Mixed        | Edgaras Slušnys Gerda Voitechovskaja Kristjan Kaljurand Laura Tomband | Finale nicht ausgetragen          | Povilas Bartušis Vytautė Fomkinaitė Guntis Lavrinovičs Jekaterina Romanova |